# Kolonia Bądków
Kolonia Bądków (do 2011 Bądków-Kolonia) – wieś sołecka w Polsce, położona w województwie mazowieckim, w powiecie grójeckim, w gminie Goszczyn.
W latach 1975–1998 miejscowość administracyjnie należała do województwa radomskiego.
1 stycznia 2011 r. zmieniono urzędowo nazwę wsi z Bądków-Kolonia na Kolonia Bądków.